# Бангерский, Рудольф
Рудольф Карлович Бангерский (латыш. Rūdolfs Bangerskis; 1878, Лифляндская губерния — 1958, ФРГ) — полковник Русской императорской армии (1916), генерал-лейтенант Русской армии (1920), министр обороны Латвии (1926—1928), генерал-инспектор войск СС (в звании группенфюрер СС с 1 сентября 1943), президент Латвийского Национального комитета (Потсдам, 1945).

## Биография
Родился 21 июля 1878 года на мызе Личкрогс Таурупской волости Рижского уезда Лифляндской губернии в семье фермера.

### В русской армии
Окончил Яунелгавскую городскую школу (1895), Санкт-Петербургское пехотное юнкерское училище (1901) и Императорскую Николаевскую военную академию (23.07.1914). В службу вступил вольноопределяющимся в Рижский учебный унтер-офицерский батальон (20.10.1895), с августа 1897 по 3 сентября 1898 года служил в 145-м пехотном Новочеркасском Императора Александра III полку 37-й пехотной дивизии в Санкт-Петербурге.
Выпущен из училища подпоручиком в 93-й Иркутский пехотный полк (13.08.1901). Переведён в 96-й пехотный Омский полк 24-й пехотной дивизии во Пскове (25.11.1901), вновь возвращён в 93-й Иркутский пехотный полк (09.05.1902—16.10.1904).
Участник русско-японской войны в составе 36-го пехотного Орловского полка 9-й пехотной дивизии (16.10.1904—ноябрь 1905), поручик за боевые отличия (13.08.1905), находился в отпуске по болезни (ноябрь 1905—февраль 1906). Вернулся в 36-й пехотный Орловский полк в Кременчуге, командир роты (март 1906—01.10.1912), штабс-капитан (13.08.1910).
Участник Первой мировой войны, командир 10-й роты 36-го пехотного Орловского полка 9-й пехотной дивизии (25.07.—10.09.1914); офицер для поручений штаба 4-й армии (10.09.1914—08.03.1915), капитан (30.12.1914); старший адъютант штаба 31-го армейского корпуса (08.03.—07.08.1915); переведён в 5-ю армию, принимал активное участие в создании латышских стрелковых полков в Усть-Двинске; командир 1-го латышского Усть-Двинского (Даугавгривского) стрелкового батальона (с 12.08.1915); подполковник (20.10.1916), временно командовал 2-м Рижским (05.11.—19.12.1916) и 4-м Видземским (27.01.—11.02.1917) Латышскими стрелковыми полками; исполнял должность начальника штаба Сводной Латышской стрелковой дивизии в составе 6-го Сибирского армейского корпуса 12-й армии (20.12.1916—26.01.1917), полковник за боевые отличия (30.12.1916); командир 17-го Сибирского стрелкового полка 5-й Сибирской стрелковой дивизии 2-го Сибирского армейского корпуса (11.02.1917—03.03.1918).

### В армии адмирала А. В. Колчака
Во время Гражданской войны занимал командные посты в Русской Армии адмирала А. В. Колчака. В начале 1918 г. находился в отпуске на родине. Прибыв из отпуска, узнал, что его 17-й Сибирский стрелковый полк отбыл на восток. Следуя за полком оказался в Троицке Оренбургской губернии, где был уволен из армии большевиками (март 1918). Затем выехал в Екатеринбург, где оставался до освобождения города от большевиков.
С установлением власти белых назначен исполняющим должность дежурного генерала штаба гарнизона г. Екатеринбурга (с 29.07.1918). Начальник штаба 2-й (с 19.08.1918 — 7-я) Уральской горных стрелков дивизии (06.08.—10.09, 18.09, 22.09.—05.10, 29.10.1918); начальник 11-й Уральской (16—24.03.1919), и 12-й Уральской (30.10.1918—04.11.1919) стрелковых дивизий Западной армии, генерал-майор (05.02.1919); командующий Уфимской группой войск (04.11.1919—20.02.1920). Во главе дивизии принимал участие в весеннем наступлении армий адмирала А. В. Колчака, боях под Уфой, Златоустом, Челябинском и на Тоболе. Участник Сибирского Ледяного похода, возглавлял одну из колонн 3-й армии.
В вооружённых силах Российской Восточной окраины занимал должность начальника Уфимской стрелковой дивизии (4-й Уфимский имени генерала Корнилова полк, 8-й Камский стрелковый полк, Урало-Алтайский конный полк, Уфимский конный полк, артиллерийский дивизион и тяжёлая батарея) в составе 3-го стрелкового корпуса генерала В. М. Молчанова, был членом Военного совещания (с 08.05.1920), генерал-лейтенант (30.06.1920). Постановлением совещания представителей башкир от 15 июня 1920 г. зачислен в списки почётных казаков (Иль-джигиты) Башкирского войска. Командующий войсками Читинского района (12.08.—21.10.1920). После оставления Дальне-Восточной армией Забайкалья через пустыню в Монголии добрался до Харбина (09.12.1920).
Председатель созданного в Харбине Союза чинов Дальневосточной армии (Союз не нашёл пристанища в Харбине и вынужден был перебраться во Владивосток, где его деятельность свернулась окончательно). Из Владивостока через Японию и Корею прибыл в Шанхай (март 1921). Выехал в Европу из Шанхая 31 июля 1921 г. на пароходе «Ямато-мару» и 10 ноября 1921 г. через Марсель и Париж прибыл в Латвию.

### В латвийской армии
С февраля 1924 — командир 1-й Курземской дивизии. С 23 декабря 1924 по 24 декабря 1925 и с 18 декабря 1926 по 23 января 1928 — министр обороны Латвии. Затем командовал 3-й Латгальской и 4-й Земгальской дивизиями. С 27 сентября 1930 начальник курсов боевой подготовки. В октябре 1936 вышел в отставку в связи с достижением максимального для службы возраста. Работал исполнительным директором акционерного общества «Киегелис». Был членом Латвийской торгово-промышленной палаты.

### В войсках СС
В связи с событиями июня 1940 года, после присоединения Латвии к СССР, отставной генерал-майор предпочёл переждать сложный для себя период (он был видной военной фигурой в период диктатуры Ульманиса, что было чревато высылкой в Сибирь, как это произошло, например, с Хуго Розенштейном) на хуторе, занимаясь сельским хозяйством. Избежал репрессий.
С июля 1941 года Бангерский оставил хуторской образ жизни и примкнул к группировке сторонников Улманиса, сосланного в советское время в Ставрополь и затем в Туркменистан, умершего там от дизентерии. В частности, он выразил готовность сотрудничать с популярным в латышской среде довоенным политическим деятелем Альфредом Валдманисом, занимавшим должность министра финансов. Пронацистски настроенная фракция Валдманиса пыталась опередить «перконкрустовцев» во главе с Густавсом Целминьшем в деле утверждения своего политического влияния в условиях нового режима. В итоге немецкое военное командование предпочло склониться в сторону представителей военной верхушки и членов партии Крестьянский союз в противовес «перконкрустовцам», что предопределило пост Бангерского. До того, как заступить на новую должность, сделавшую его печально известным, Бангерский работал в департаменте по вопросам юстиции в марионеточном Латвийском самоуправлении при директоре Валдманисе, который официально подчинялся главе Латвийского самоуправления генералу латвийской армии Оскарсу Данкерсу.
Следующий этап в карьере Бангерского был напрямую связан со своеобразным переделом сфер влияния в Остланде. К началу 1943 года отчётливо наметилась тенденция к укреплению властных полномочий в руках фактического начальника военной администрации Остланда Фридриха Еккельна, который подчинялся непосредственно рейхсфюреру Гиммлеру. В то же время гражданская администрация в лице рейхскомиссара Остланда Лозе отчитывалась перед министром по делам восточных территорий Альфредом Розенбергом, который постепенно утратил долю своего влияния в оккупированной Прибалтике. Таким образом, генеральный комиссар Латвии, прямой подчинённый Лозе, Отто Дрекслер, контролировавший деятельность Латвийского самоуправления, был вынужден лавировать между блефовавшим Гиммлером, обещавшим автономию прибалтам, и сотрудничающей стороной, которая бомбардировала его меморандумами с целью выяснения планов оккупантов по предоставлению автономии латышам.
Автономия была обещана Гиммлером взамен на широкомасштабную мобилизацию мужчин призывного возраста для формирования Латышского легиона СС. Ответственность за комплектование легиона нёс Еккельн, объявивший совместную мобилизацию в войска СС и вспомогательные отряды 24 февраля 1943 года. 30 апреля 1943 Бангерский получил назначение на пост генерал-инспектора Латышского легиона СС с некоторой задержкой в два месяца, а до этого 3 марта он получил звание легион-группенфюрера. Военные администраторы проигнорировали своё обещание о том, что командующим легионом станет латыш, так как это назначение стало во многом формальным показателем участия латышей в управлении воинскими подразделениями. Настоящими командирами 15-й латышской дивизии СС в составе легиона был немец Ханзен, 2-й латышской бригады — немец, бригаденфюрер СС фон Шольц, в то время как должность Бангерского во многом была номинальной данью условностям. В его обязанности входил чисто технический учёт и издание различных прокламаций для поддержания боевого духа и апелляций немецкому командованию, в которых формулировались прошения.
Инспекция пополнения войск СС в Остланде для удобства администрирования 4 октября 1943 года вынуждена была создать местную Комиссию войск СС, начальником которой был избран Бангерский. Таким образом, все последующие акции пополнения войск СС проводились с его ведома и закреплялись его подписью.
Бангерский собирал данные о мобилизованных в состав легиона СС, лично ставил подписи под отчётными документами о проведении мобилизации. Так, он упорядочил данные о весеннем призыве, отчитавшись перед начальством о том, что с марта по август 1943 года в войска СС было зачислено 22500 человек, а во вспомогательные структуры в рамках вермахта — 12700 человек, притом что 6000 человек предпочли уклониться от призыва. В сентябре 1943 года Ригу с пропагандистскими целями посетил Гиммлер и встретился с Бангерским. В ходе личной встречи Бангерский получил «клятвенное» заверение в очередной раз, что в благодарность за успешно и оперативно проведённую мобилизацию генеральный комиссариат Латвия может рассчитывать на полновесную автономию. 6 октября 1943 года Бангерский официально обратился по радио к латышам и обнародовал обещание рейхсфюрера, заявив, что «Фюрер сказал, что народ, в котором обнаружилось столько отличных бойцов, не должен оставаться в тени». Вскоре после его пламенного воззвания произошёл показательный конфуз: в периодическом издании «Немецкая газета в Остланде» от имени Бангерского был опубликован повторный призыв к латышам вступать в легион. Автором этой «мистификации» был Еккельн, что вызвало обиду Бангерского, однако вскоре генерал-инспектор сменил гнев на милость, так как Еккельн предложил ему взять на себя все тяготы по проведению осеннего призыва.
20 января 1944 года Бангерский поставил свою подпись под документом о новом призыве в Латышский легион СС лиц 1917 г.р., которые до 17 июня 1940 года являлись подданными Латвии. Заметка об осуществлении очередной мобилизации ради того, чтобы заслужить независимость под контролем рейха, появилась в официозной газете «Тевия», а с решением германской администрации о мобилизации Бангерский ознакомился раньше, проще говоря, был поставлен перед фактом.
Ещё раньше, 3 ноября 1942 года Гиммлер издал во многом показательный указ, согласно которому насильственному угону на работу в Германию из рейхскомиссариата Остланд подлежало «всё излишнее и трудоспособное население в районе действия банд, оккупируемых и прочёсываемых нами». Под обозначением «банды» следовало понимать партизанские отряды и группировки, например, Особый латвийский партизанский отряд под командованием Вилиса Самсона, действовавший с ноября 1942 года, и Северолатвийская партизанская бригада под руководством Эзерниека и Рашкевица. Бангерский после совещания с Данкерсом по поводу чрезмерно радикального указа рейхсфюрера выработали общий ответ и попросили Гиммлера высылать только тех лиц, которые проживали в прифронтовой полосе и могли быть в скором времени освобождены Красной армией, на что Гиммлер через Еккельна дал добро.
Осенью 1944 года власти Остланда приняли решение о новой мобилизации, так как в ходе летних боёв 15-я и 19-я дивизии СС, используемые зачастую в качестве банального «пушечного мяса», понесли серьёзные потери. Был объявлен призыв лиц 1925—1926 г.р., а лица 1906—1925 г.р., ранее получившие отсрочку от военной службы, должны были явиться на переосвидетельствование в обязательном порядке. В то же время административный аппарат Еккельна озаботился судьбой совсем юных призывников 1927—1928 г.р., которые надлежало зачислять во вспомогательные отряды («хельферов»). Подобные распоряжения также издавались на основании официальных воззваний Рудольфа Бангерского, делавшего всё возможное для привлечения пополнения в легион.
Ранее, 6 июля 1944 года Бангерский направил апелляцию Гиммлеру, в которой выразил недоумение самостоятельной политикой Еккельна, который в большинстве случаев пренебрегал личностью Бангерского, проводя призыв без консультаций с номинальным главой комиссии пополнения. Лето 1944 года в этом отношении стало решающим, стало понятно, кто является настоящим управителем края, единоличным вершителем судеб призывников в легион. За свою бурную деятельность на своём посту Еккельн получил «почётное» прозвище «Остландский диктатор», а Бангерский с этой поры потерял даже последние остатки самостоятельности в принятии решений.
После отступления немцев осенью 1944 года Бангерский отправился с ними в Германию. 20 февраля 1945 года в Потсдаме был избран президентом Латвийского Национального комитета. 29 апреля 1945 он издает приказ об освобождении всех латвийских воинов в Германии от немецкой присяги.

### Жизнь после войны

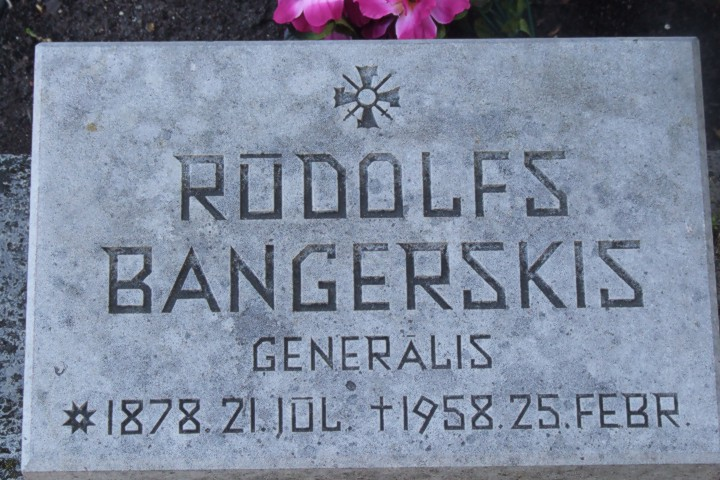
Надгробный камень на могиле Рудольфа Бангерского
Братское кладбище, Рига

21 июня 1945 арестован английскими войсками. Содержался в гостинице в Госларе. 2 июля переведён в тюрьму в Брауншвейге, 19 июля в лагерь для военнопленных в Вестертимке, 23 июля — в лагерь Зандбостель. 20 ноября 1945 переведён в лагерь для латышей, белорусов и т. д. во Фрисланде. 25 декабря 1945 освобождён. Не был выдан СССР и проживал в Западной Германии. После войны был членом организации Ястребы Даугавы.
Погиб 25 февраля 1958 года в Ольденбурге (Нижняя Саксония, ФРГ) в автокатастрофе (виновник не установлен). В связи с ликвидацией кладбища в Ольденбурге, где был похоронен Бангерский, 16 марта 1995 года, как кавалер ордена Лачплесиса, он был торжественно перезахоронен на Братском кладбище в Риге у памятника Матери-Латвии. Несмотря на правительственный запрет Министерству обороны участвовать в перезахоронении, в церемонии принимали участие военнослужащие запаса в военной униформе и действующие офицеры армии в гражданском.

## Награды
- Орден Святого Станислава 3-й степени с мечами (Российская империя)
- Орден Святого Станислава 2-й степени (3 марта 1916) (Российская империя)
- Орден Святой Анны 4-й степени (Российская империя)
- Орден Святой Анны 3-й степени (утв. ВП 12 мая 1915) (Российская империя)
- Орден Святой Анны 2-й степени (ВП 24 июня 1915), мечи к ордену (ПАФ 10 апреля 1917) (Российская империя)
- Орден Святого Владимира 4-й степени с мечами и бантом (ВП 21 января 1915) (Российская империя)
- Георгиевское оружие (ПАФ 11 сентября 1917; за бой 17.01.1917, в котором временно командовал 4-м латышским Видземским стр. полком) (Российская республика)
- Георгиевский крест 4-й степени с лавровой ветвью (ноябрь 1917) (Российская республика)
- Орден Святого Владимира 3-й степени с мечами (Российское государство)
- Орден Святого Георгия 4-го класса (Российское государство)
- Военный крест (Франция) с пальмовой ветвью (1920) (Франция)
- Орден Почётного легиона командорский крест (Франция)
- Орден Трёх звёзд 3-й и 2-й степени (Латвийская республика)
- Военный орден Лачплесиса 3-й степени (Латвийская республика)
- Крест Заслуг айзсаргов (Латвийская республика)
- Белый крест Союза обороны 2-й степени (Эстонская республика)
- Орден Орлиного креста 2-й степени (Эстонская республика)
- Крест Свободы 3 класса 1-й степени (20 февраля 1925)(Эстонская республика)
- Орден Креста Витисы 1-й степени (Литовская республика)
- Медаль Независимости Литвы (Литовская республика)
- Орден Возрождения Польши 2-й степени (Республика Польша)
- Железный крест (1939) 2-го класса (15 июля 1944) (нацистская Германия)
- Крест «За военные заслуги» (1939) 2-й степени с мечами (1943) (нацистская Германия)
- Крест «За военные заслуги» (1939) 1-й степени с мечами (19 июля 1944) (нацистская Германия)
- Золотой знак организации «Daugavas Vanagi».